# Власна думка
«Власна думка» (рос. Собственное мнение) — радянський художній фільм 1977 року, знятий на кіностудії «Мосфільм».

## Сюжет
Перед психологом Петровим і соціологом Бурцевою, які приїхали на запрошення директора заводу Басова, сформульована основна проблема виробництва: чому досвідчені, ініціативні працівники все частіше звільняються із заводу і переходять на інші підприємства міста? Через деякий час молоді фахівці дадуть відповідь і переконають адміністрацію в необхідності мати власну соціологічну лабораторію…

## У ролях
- Володимир Меньшов — Михайло Петрович Петров, психолог
- Людмила Чурсіна — Ольга Андріївна Бурцева, соціолог
- Олександр Лазарев — Константинов, секретар парткому
- Євген Карельських — Павло Сергійович Прокопенко, начальник підготовчого цеху
- Олена Проклова — Тетяна Йолкіна, працівниця заводу
- Ніна Ургант — Олімпіада Василівна, мати Тетяни, комірниця в цеховій інструменталці
- Павло Панков — Іван Степанович Басов, директор заводу
- Євгенія Ханаєва — Людмила Іванівна, начальник відділу кадрів
- Євген Буренков — Петро Самсонов, майстер 4-ї ділянки
- Валерій Хлевінський — Федір Уваров, жених Тетяни
- Родіон Александров — епізод
- Валерій Афанасьєв — епізод
- Ірина Буніна — Бодрєнкова, працівниця збірки
- Павло Винник — Павло Борисович Бєляшин, голова завкому
- Наталія Гурзо — Віка, секретарка директора заводу
- Кіра Головко — епізод
- Борис Гусєв — епізод
- Михайло Зимін — Кашкін, заступник цеху
- Павло Іванов — епізод
- Любов Касаточкина — епізод
- Юрій Мочалов — епізод
- Віктор Отиско — епізод
- Григорій Острін — епізод
- Юрій Потьомкін — Вітя, працівник заводу
- Сос Саркісян — Ашот Гаспарян, майстер
- Олександр Серський — епізод
- Світлана Тормахова — Віра Кутейщикова, комірниця в цеховій інструменталці
- Таїсія Шутова — епізод

## Знімальна група
- Режисер — Юлій Карасик
- Сценарист — Валентин Черних
- Оператор — Анатолій Кузнецов
- Композитор — Борис Чайковський
- Художник — Борис Бланк